# Nils Gustaf Dalén
Nils Gustaf Dalén (30. listopadu 1869 Stenstorp – 9. prosince 1937) byl švédský chemik, který se zabýval využitím plynů. Roku 1912 získal Nobelovu cenu za fyziku za svůj vynález soumrakového regulátoru pro plynové lampy. Tok plynu v regulátoru závisel na množství slunečního svitu a posloužil na majácích a bójích bez trvalé lidské obsluhy.
V roce 1906 se Dalén stal vedoucím inženýrem společnosti Gas Accumulator Company, která obchodovala s acetylénem. V roce 1909 se již stal ředitelem téže společnosti a vynalezl Agamassan – látku pohlcující acetylén a umožňující koncentrovat plyn bez nebezpečí výbuchu. Paradoxně však právě při explozi v roce 1913 byl zraněn a oslepl, ale v pokusech pokračoval až do své smrti.